# Сергуловка (деревня)
Сергуловка — деревня, входящая в муниципальное образование «Городской округ Сухой Лог» Свердловской области России.

## География
Деревня расположена в 15 километрах (по автотрассе в 19 километрах) к востоку от города Сухой Лог, на левом берегу реки Сергуловка (левого притока реки Пышма).

## История
Деревня основана татарином по имени Камай.

## Население
| 2002 | 2010 |
| ---- | ---- |
| 301  | ↘295 |

## Достопримечательности
Монумент погибшим в годы Великой Отечественной войны 1941—1945 гг., расположен в пер. Школьный

## Известные уроженцы, жители
- Суязин Василий Андреевич (13.03.1901-1981) - полковник ВС СССР. Участник Гражданской войны в России, Гражданской войны в Испании в качестве наачальника штаба группы И-15 аэродром «Алькала-де Энарес», Великой Отечественной войны. Награжден орденом Ленина, тремя орденами Красного Знамени.